# اوتو لودک
اوتو لودک (انگلیسی: Otto Luedeke; ۸ ژوئیهٔ ۱۹۱۶ – ۲۰ اکتبر ۲۰۰۵) دوچرخه‌سوار اهل ایالات متحده آمریکا بود. وی در بازی‌های المپیک تابستانی ۱۹۳۲ شرکت کرده است.